# ウジェニー・フィオクル

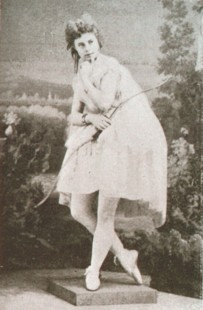
『ネメア』でキューピッドに扮したウジェニー・フィオクル、1864年7月

ウジェニー・フィオクル（Eugénie Fiocre、1845年7月2日 - 1908年、フィオークルとも）は、フランスのバレエダンサーである。パリ・オペラ座で活躍した彼女は、その美貌で有名であった。また、フィオクルは、バレエ『コッペリア』のフランツ役の初演者としても知られている。

## プロフィール
ウジェニー・フィオクルはパリで生まれた。彼女はパリ・オペラ座に1864年から1875年まで在籍し、主役級の役を踊ったが、その中には男装して踊る役（トラヴェスティ）もしばしば含まれていた。
1870年初演の『コッペリア』では男装してフランツ役を初演し、スワニルダ役のジュゼッピーナ・ボツァッキとともに賞賛を受けた。
フィオクルは画家のエドガー・ドガや彫刻家のジャン＝バティスト・カルポーのモデルを務めた。彼女をモデルにした作品は、その美貌の面影を現在まで伝えている。
後にフィオクルは、クレキ・ ド・クルティロン＝モンフォール侯爵と結婚し、探検家・人類学者・外交官、そしてオリンピックの射撃競技に2回出場したジョルジュ・ド・クレキ＝モンフォール（Henri Georges Le Compasseur de Créqui-Montfort Marquis de Courtivron、1877年9月27日 - 1966年4月4日）の母となった。
なお、実姉のルイーズ・フィオクル（Louise　Fiocre、1843年 - 没年不明）もバレエダンサーで、同じく美貌で有名であった。　

## 主な出演作品
- 『ネメア』（1864年）
- 『泉』（1866年）
- 『コッペリア』（1870年）